# Frigyes Korányi
Frigyes Korányi (Friedrich von Korányi, ur. 20 grudnia 1828 w Nagykálló, zm. 19 maja 1913 w Budapeszcie) – węgierski lekarz.

## Życiorys
Studiował medycynę na Uniwersytecie w Budapeszcie. W latach 1848–1849 był młodszym stopniem lekarzem wojskowym, później zastępcą lekarza batalionu. Otrzymał doktorat w 1851 i rozpoczął praktyki w wiedeńskiej klinice Franza Schuha. Od 1853 do 1865 praktykował w rodzinnej miejscowości Nagykálló. W 1865 otrzymał stopień docenta neuropatologii a w 1866 został profesorem medycyny wewnętrznej na Uniwersytecie w Budapeszcie. W 1868 został rektorem tej uczelni.
Korányi publikował głównie w ojczystym języku na łamach „Orvosi hetilap”, ale także w języku niemieckim. Był członkiem Królewskiej Węgierskiej Akademii Nauk, honorowym członkiem Królewskiego Towarzystwa Lekarskiego w Budapeszcie, honorowym członkiem Société de Thérapeutique w Paryżu, członkiem korespondentem Królewskiego Towarzystwa Lekarskiego w Wiedniu, Towarzystwa Medycyny Wewnętrznej w Berlinie i londyńskiego International Investigative Committee.

## Wybrane prace
- Über Milzbrand und Rotzkrankheit. W: Franz Freiherr von Pitha, Theodor Billroth: Handbuch der allgemeinen und speciellen Chirurgie. 1865
- Die Lungenkrankheiten. W: Real-Encyclopädie der gesammten Heilkunde (Albert Eulenburg Hrsg.). Wien, 1880-1883
- Zoonosen. W: Handbuch der speciellen Pathologie und Therapie. Wien, 1894-1905